# Nicolas Lhernould
Nicolas Pierre Jean Lhernould (* 23. März 1975 in Courbevoie) ist ein französischer römisch-katholischer Geistlicher und Erzbischof von Tunis.

## Leben
Nicolas Lhernould erwarb 1995 an der Universität Paris-Nanterre ein Lizenziat im Fach Soziologie und 1996 einen Master im Fach Ökonometrie. 1999 trat er in das Päpstliche Französische Priesterseminar ein und begann an der Päpstlichen Universität Gregoriana das Studium der Katholischen Theologie, das er 2003 abschloss. Lhernould empfing am 22. Mai 2004 in Tunis das Sakrament der Priesterweihe. 2006 erwarb er am Päpstlichen Patristischen Institut Augustinianum mit einer Arbeit über die Homilien des Fulgentius von Ruspe das Lizenziat im Fach Patristik.
Nach der Rückkehr in seine Diözese Tunis war Nicolas Lhernould als Pfarrer in Sousse, Monastir und Mahdia tätig, bevor er 2012 Pfarrer der Pfarrei Sainte-Jeanne d’Arc in Tunis und Generalvikar des Erzbistums Tunis wurde. Von 2009 bis 2014 war er zudem Präsident des Vereins des Studienzentrums von Karthago.
Am 9. Dezember 2019 ernannte ihn Papst Franziskus zum Bischof von Constantine. Der Erzbischof von Rabat, Cristóbal Kardinal López Romero SDB, spendete ihm am 8. Februar 2020 in der Kathedrale Hl. Vinzenz von Paul in Tunis die Bischofsweihe; Mitkonsekratoren waren der Erzbischof von Algier, Paul Desfarges SJ, und der Apostolische Vikar von Tripolis, George Bugeja OFM. Die Amtseinführung erfolgte am 29. Februar desselben Jahres.
Am 4. April 2024 ernannte ihn Papst Franziskus zum Erzbischof von Tunis. Die Amtseinführung fand am 8. Juni desselben Jahres statt.